# Rempnat
Rempnat este o comună în departamentul Haute-Vienne din centrul Franței. În 2009 avea o populație de 159 de locuitori.

## Evoluția populației
| An        | 1975 | 1982 | 1990 | 1999 | 2006 | 2009 |
| --------- | ---- | ---- | ---- | ---- | ---- | ---- |
| Populație | 218  | 177  | 185  | 159  | 166  | 159  |